# Rush Lake
Rush Lake es un pueblo canadiense situado en la provincia de Saskatchewan.

## Superficie
Rush Lake tiene una superficie de 0,7 km².

## Demografía
En 2021, tenía 55 habitantes, una densidad poblacional de 79,1 hab./km², y 35 viviendas.